# Тернопольская городская община
Тернопольская городская община (укр. Тернопільська міська громада) — территориальная община в Тернопольском районе Тернопольской области Украины. Административный центр — город Тернополь.
Площадь общины — 167,9 км², население — 227 528 человек (2020).

## История
Образована 14 ноября 2018 года путём присоединения Кобзарёвского, Куровецкого, Малашевецкого и Черниховского сельских советов Зборовского района к Тернопольскому городскому совету областного значения. 7 февраля 2020 года в состав общины присоединился Городищенский сельский совет Зборовского района.

## Населённые пункты
В состав общины входит 1 город (Тернополь) и 10 сёл:
- Кобзарёвский старостинский округ:
  - Вертелка
  - Городище
  - Кобзарёвка
  - Носовцы
- Куровецкий старостинский округ:
  - Куровцы
- Малашевецкий старостинский округ:
  - Иванковцы
  - Малашевцы
- Черниховский старостинский округ:
  - Глядки
  - Плесковцы
  - Чернихов